# واکه‌های اصلی
واکه‌های اصلی (انگلیسی: Cardinal vowels) مجموعه‌ای از هشت واکه هستند که چون مشاهده جایگاه دقیق زبان هنگام تولید واکه‌ها دشوار است، وضع شده‌اند تا به عنوان نقاط مرجع کارکرد داشته باشند.